# Regola dei cinque secondi

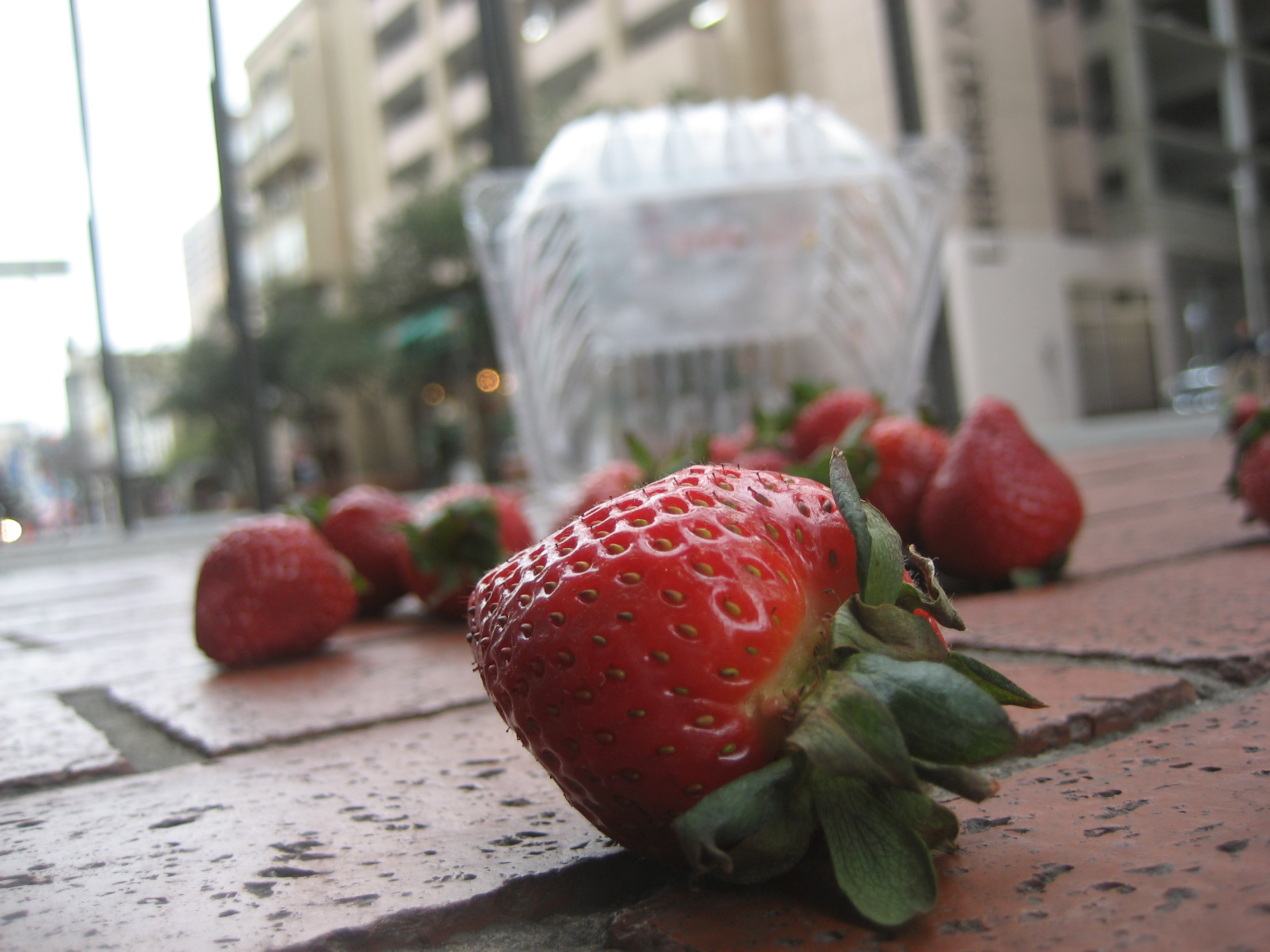
Fragole cadute per terra

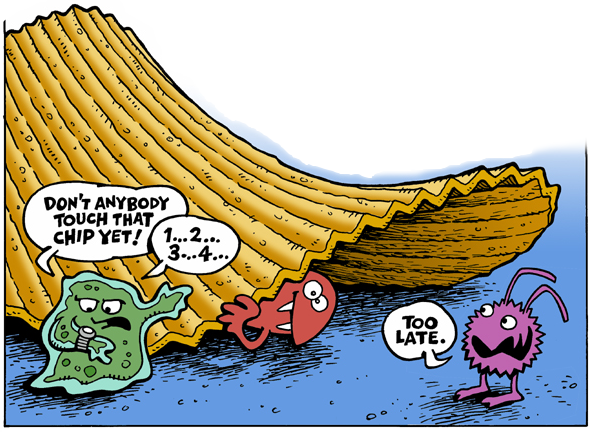
Un fumetto che ironizza sulla regola dei cinque secondi

La regola dei cinque secondi è una leggenda metropolitana per cui il cibo caduto a terra rimarrebbe incontaminato dai batteri se raccolto entro cinque secondi. Una variante è la regola dei tre secondi, concettualmente analoga e con solo minore tempo di esposizione.

## Confutazione
In realtà tale regola non ha alcuna base scientifica se non il ridotto tempo di contatto tra terreno e cibo, che però è quasi irrilevante per un'eventuale contaminazione. Oltre al tempo di esposizione diversi fattori possono influire sull'entità della contaminazione batterica, come ad esempio temperatura, genere di alimento e tipologia di superficie, ma la riproduzione batterica sul cibo avviene in ogni caso, anche se potenzialmente di minore entità ed innocua. Inoltre l'applicazione di tale "regola" sarebbe del tutto arbitraria, in quanto cibi molli o appiccicosi, molto più proni a racimolare sporco e quindi batteri, se caduti genererebbero ripugnanza e non verrebbero raccolti dalla maggior parte delle persone.
Nel 2003 la ricercatrice Jillian Clarke dell'Università dell'Illinois ha dimostrato che il cibo caduto su una superficie può essere immediatamente contaminato dall'Escherichia coli, uno dei batteri più comuni. Per questa ricerca ha ottenuto il Premio Ig Nobel 2004 per la Sanità Pubblica. Un altro studio del 2006 ha dimostrato che in seguito all'esposizione alla salmonella, indipendentemente dal tipo di superficie, i batteri si trasferiscono immediatamente nel cibo, invalidando così del tutto la regola dei cinque secondi.
Nel 2014 è stata effettuata una ricerca, non sottoposta a revisione paritaria, da parte di un gruppo di biologi della Aston University, che contraddice parzialmente i risultati degli studi precedenti, stabilendo un legame diretto tra tempo di esposizione e livello di contaminazione. Secondo questa ricerca la regola dei cinque secondi, pur non essendo in realtà mai applicabile, avrebbe un fondamento di validità; inoltre alcune superfici, come il legno e le piastrelle, sarebbero molto più infettive di altre, come ad esempio i tessuti. Da un sondaggio condotto dagli stessi ricercatori l'87% degli intervistati ha dichiarato di seguire la regola dei cinque secondi, dimostrando così l'ampia diffusione della credenza.
La regola è stata oggetto di analisi in programmi televisivi quali MythBusters e Bullshit!, i quali sostanzialmente hanno confermato i risultati precedentemente ottenuti, rilevando tuttavia che i cibi secchi e salati dimostrano in genere un livello di contaminazione più basso rispetto ad altri. È comunque fortemente sconsigliato consumare cibi venuti accidentalmente in contatto con superfici non idonee, soprattutto se in luoghi non igienici oppure molto frequentati.